# Miranda Otto
Miranda Otto (* 16. prosinec 1967 Brisbane) je australská herečka. Její nejznámější rolí je štítonoška Éowyn ve filmové trilogii Pán prstenů.

## Život
Narodila se v herecké rodině Barryho Otta a Lindsay Ottové. Přestože se rodiče v jejích 6 letech rozvedli, bral ji otec s sebou do filmových studií, takže brzy sama dostávala role ve filmu. Větší role hrála od 18 let. Bavil ji také balet. V roce 1990 vystudovala National Institute of Dramatic Art v Sydney a věnuje se herectví.

## Filmografie (výběr)

### Film
| Rok  | Název                     | Role              | Poznámky     |
| ---- | ------------------------- | ----------------- | ------------ |
| 1992 | Poslední dny v Chez Nous  | Annie             |              |
| 1997 | Studna                    | Katherine         |              |
| 1998 | Tenká červená linie       | Marty Bell        |              |
| 2000 | Pod povrchem              | Mary Feur         |              |
| 2001 | Slez ze stromu            | Gabrielle         |              |
| 2002 | Julie na cestě domů       | Julie Makowsky    |              |
| 2002 | Pán prstenů: Dvě věže     | Éowyn             |              |
| 2003 | Pán prstenů: Návrat krále | Éowyn             |              |
| 2003 | Spadl z oblaků            | Glenda Lake       |              |
| 2004 | Let Fénixe                | Kelly Johnson     |              |
| 2005 | Válka světů               | Mary Ann Ferrier  |              |
| 2009 | Požehnaní                 | Bianca            |              |
| 2009 | Já jsem ty                | Elizabeth Barber  |              |
| 2014 | Síla života               | Theoline Belknapp |              |
| 2014 | Já, Frankenstein          | královna Leonore  |              |
| 2017 | Annabelle 2: Zrození zla  | Esther Mullins    |              |
| 2019 | Potichu                   | Kelly Andrews     |              |
| 2020 | Sešup                     | Lady Bobo         |              |
| 2023 | Portál                    | Judy              |              |
| 2023 | Mluv se mnou              | Sue               |              |
| 2024 | Pán prstenů: Válka Rohirů | Éowyn (hlas)      | postprodukce |

### Televize
| Rok       | Název                            | Role              | Poznámky               |
| --------- | -------------------------------- | ----------------- | ---------------------- |
| 1999      | Jack Bull                        | Cora Redding      | TV film                |
| 2012      | Vražedné záhady slečny Fisherové | Lydia Andrews     | díl: „Kokainové blues“ |
| 2014      | Mizera                           | Maddy Deane       | 14 dílů                |
| 2015      | Ve jménu vlasti                  | Allison Carr      | 12 dílů                |
| 2017      | 24 Hodin: Nezastavitelný         | Rebecca Ingram    | 12 dílů                |
| 2018–2020 | Sabrinina děsivá dobrodružství   | Zelda Spellman    | hlavní role            |
| 2023      | V Clearingu                      | Adrienne Beaufort | vedlejší role          |